# Ingungu
Ingungu (isiZulu) ist eine Stab-Reibtrommel der Zulu in Südafrika, die aus einem mit Ziegenhaut bespannten Tontopf besteht und von Mädchen bei Pubertätsriten (ukuthomba)  aus Anlass der ersten Menstruation zur Begleitung von häufig nachts in der Abgeschiedenheit gesungenen Liedern verwendet wird. Die Spielerin streicht mit feuchten Händen an einem lose auf der Membran aufgesetzten Stab entlang und produziert so ein brummendes Geräusch.

## Herkunft und Verbreitung

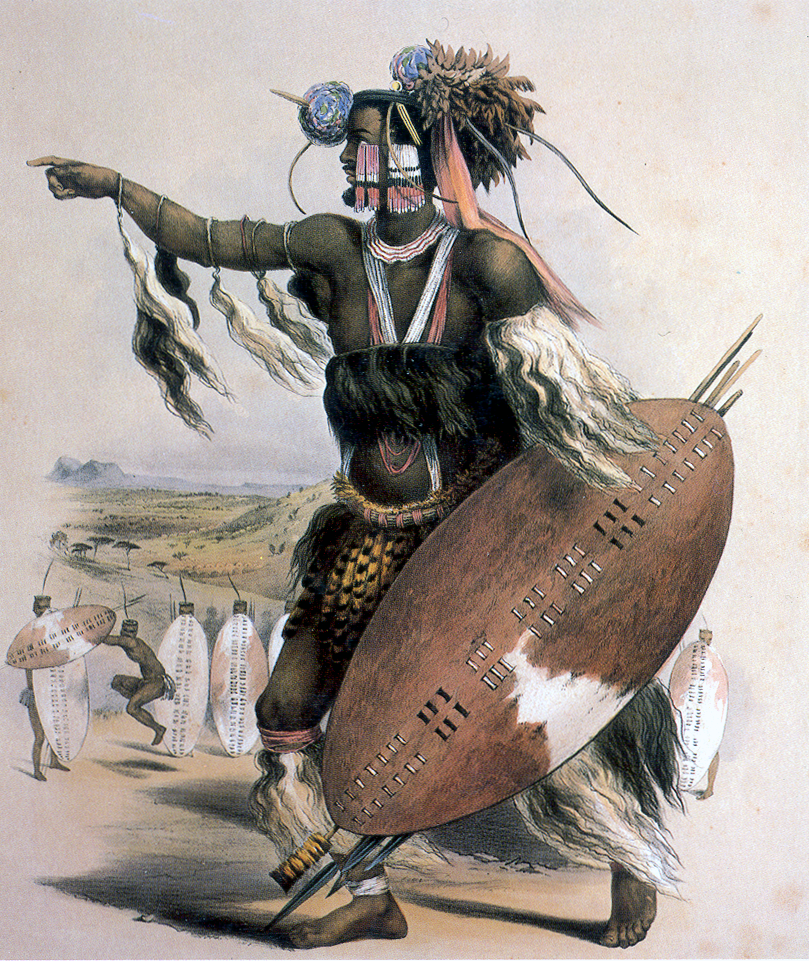
Mit Tierhaut bespannter Kampfschild des Zulu-Kriegers Utimuni, eines Neffen des Königs Shaka. Handkolorierte Lithografie von George French Angas, 1849.

Die ursprünglichste Form einer Trommel, die noch Anfang des 20. Jahrhunderts bei den Xhosa von Frauen zur Begleitung von Zeremonialtänzen (abakweta) in den Beschneidungsschulen der Jungen geschlagen wurde, ist die ingqongqo. Hierfür wurde die Haut eines rituell geschlachteten Ochsen oder Büffels in der Sonne getrocknet und anschließend in etwa einem Meter Höhe über dem Boden leicht durchhängend zwischen Stöcken gespannt oder von den im Kreis stehenden Frauen mit einer Hand gehalten. Mit Stöcken in der anderen Hand schlugen die Frauen auf die Haut, die sie nach dem Tanz zum späteren zeremoniellen Gebrauch beiseitelegten. Die erste bekannte Schilderung dieser Ritualtrommel findet sich bei Cowper Rose (1829), einem britischen Offizier, der seinen vierjährigen Aufenthalt am Kap schildert.
Ein ebenso archaisches Ritualinstrument war ein einst als Kriegsgerät verwendeter Schild, dessen Membranbespannung mit Stöcken geschlagen wurde. Bei den Xhosa hieß der Kampfschild ikawu. Der nächste und wesentliche Entwicklungsschritt bei Membranophonen stellt die Einführung eines hohlen Resonanzkörpers dar. Eine temporär hergestellte Trommel war die intambula der Swazi, deren Namen wahrscheinlich von Portugiesisch tambor (vgl. tabor) abgeleitet ist. Bei Bedarf wurde über ein tönernes Biergefäß (imbiza) eine unbeschnittene Ziegenhaut in nassem Zustand gespannt. Der Musiker schlug mit einem Stock in der rechten Hand auf die Membran, die ein seitlich kauernder Assistent mit seinem beiden Händen gespannt hielt. Spielte der Musiker die Trommel allein, dann zog er die Tierhaut so über das Gefäß, dass zwei ihrer Fußenden auf dem Boden lagen und in seine Richtung zeigten. Hierauf drückte er seine Knie, während er die andere Seite der Haut mit der linken Hand gespannt hielt und sie mit einem Stock in der rechten Hand schlug. Die intambula wurde bei der Initiation eines traditionellen Heilers, bei Hochzeitstänzen und manchen anderen Tänzen eingesetzt.
Schlagtrommeln aus Tontöpfen gehören zum Instrumentarium der Khoikhoi (früher „Hottentotten“), die seit der Zeitenwende im südlichen Afrika leben. Sie verwenden seit alter Zeit am Boden geschlossene Kesseltrommeln aus mit einer Membran bespannten Gefäßen, die den früher halbsesshaften Viehzüchtern zur Aufbewahrung von Milch dienten. Die traditionelle Trommel der Khoikhoi war ein umfunktioniertes Milchgefäß aus einem Bambusrohrabschnitt, einem ausgehöhlten Holzstück oder einem Tontopf. Die älteste Beschreibung einer solchen Trommel der Khoikhoi überliefert der niederländische Arzt und Schriftsteller Olfert Dapper (1668), der selbst nie in Südafrika war und sich auf einen Augenzeugen beruft, dessen Name nicht bekannt ist. Dapper bezeichnet als erster diese mit den Händen geschlagene Trommel als „rommel-potten“ und setzt damit ihre Bauform mit dem niederländischen Rommelpot gleich, der aber zu den völlig anders gespielten Reibtrommeln gehört. In europäischen Reiseberichten aus dem 18. Jahrhundert werden ähnliche Trommeln erwähnt. Eine ausführliche Beschreibung über Form und Spielweise der Schlagtrommel gibt der Afrikaforscher Peter Kolben (1719), der jedoch hinzufügt, dass die Khoikhoi die Trommel bei festlichen Gelegenheiten ebenso wie in einigen europäischen Regionen verwenden: „...eben gleich in Braband, ingleichen auch in Thüringen und Sachsen auf den Rommel-Töpffen gespielet wird; wie sie ihnen denn auch bey ihren Lustigkeiten und Tänzen anstatt einer Trommel dienen, oder die Stelle einer Heer-Paucke vertretten müssen...“ Peter Kolben unterscheidet zwischen Schlagtrommeln und Reibtrommeln, wenn er letztere als Ersatz für quasi echte Trommeln ansieht, dennoch verwendet er offenbar von Dapper den Namen „Rommel-Topff“ für die Khoikhoi-Schlagtrommeln. Diese sprachliche Verwechslung, die in späteren Reiseberichten übernommen wurde, ist in die Amtssprache Afrikaans eingegangen. Percival Kirby fand 1932 in Bloemhof bei einer Frau der Koranna eine nach alter Tradition aus einem zur Aufbewahrung von Milch verwendeten Weichholzgefäß hergestellte Trommel. Bei dieser /khais war eine nasse Ziegenhaut, die nach Trocknung geschlagen werden konnte, über die  Öffnung gespannt. Die Form der /khais entspricht dem in den Niederlanden als rommelpot bezeichneten Trommeltyp.

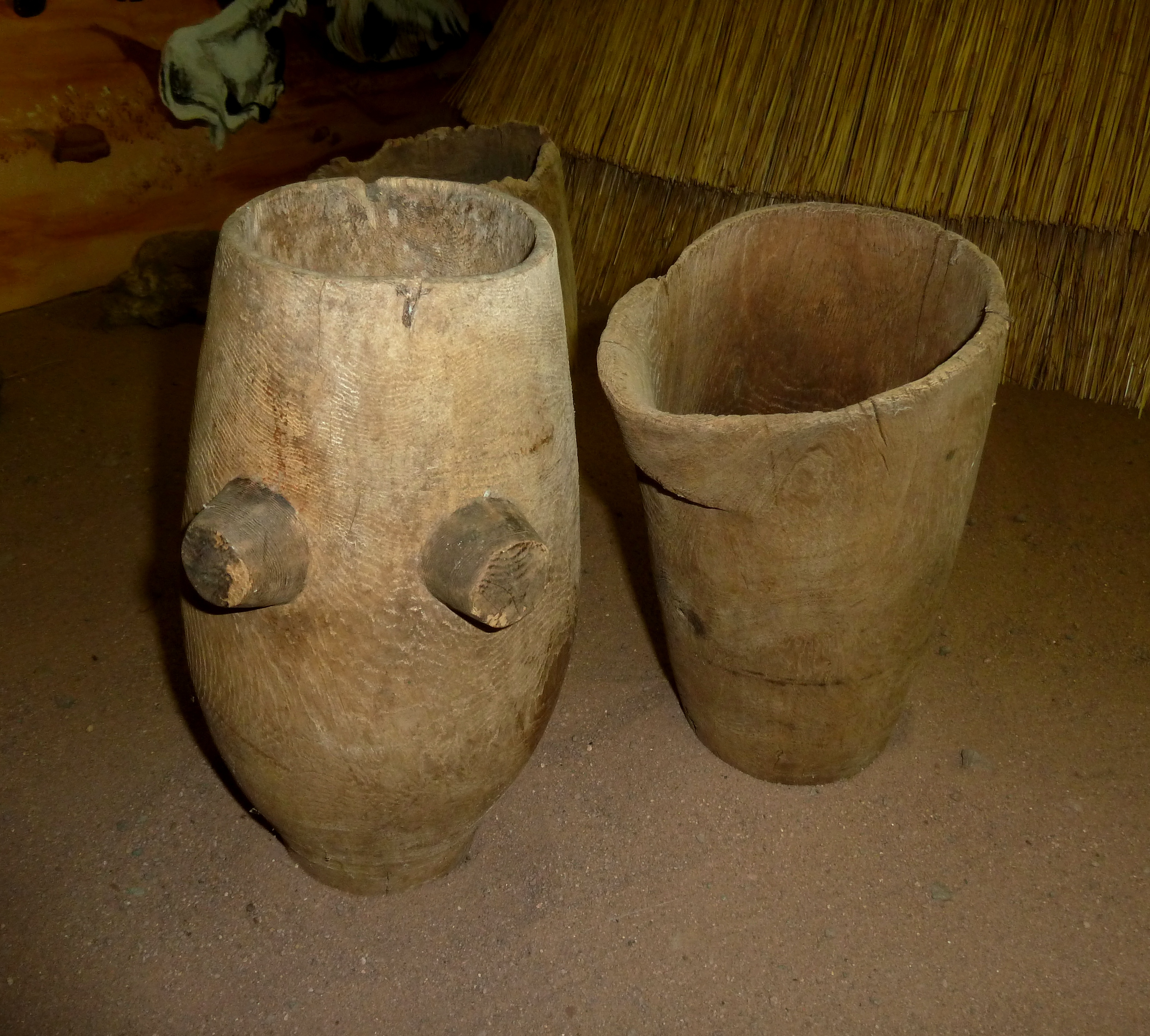
Hölzerne Gefäße (iThunga, Plural amaThunga) mit Handgriffen, die von Zulu zum Melken verwendet wurden. Mit einer Membran bespannt wird daraus die Trommel moropa.

Weitere aus der südafrikanischen Tradition stammende Gefäßtrommeln sind die aus einem Holzstamm konisch mit einem Henkel in der Form eines übergroßen Bierkrugs hergestellte murumbu der Venda. Die Form entspricht fast genau dem hölzernen Milchgefäß khamelo, das einen Henkel besitzt, weil es beim Melken der Kuh schräg zwischen den Beinen gehalten wird. Ebenso hält die Spielerin die Trommel zwischen den Beinen und schlägt sie mit beiden Händen. Bei den Pedi heißt dieser Trommeltyp moropa. Der Name moropa stand im 19. Jahrhundert bei den Basotho von Basutoland für eine runde Kesseltrommel aus Ton, die Mädchen am Beginn ihrer Initiationszeremonie mit den Händen schlugen. Bis heute spielen die Venda die große „magische“ Kesseltrommel ngoma, deren hölzerner Korpus im Querformat aus einem Holzstamm geschnitzt wird. Die Membran der ngoma ist an Pflöcken befestigt, während die seitlichen Handgriffe als die gestalterische Übernahme einer Schnurverspannung erscheinen. Der bei heiligen Ritualen geschlagenen ngoma wird ein Einfluss auf den Zusammenhalt der Gemeinschaft zugesprochen. Eine gänzlich andere Herkunft und Bedeutung als die Gefäßtrommeln hat die Röhrentrommel ghoema, die im 17./18. Jahrhundert von Kapmalaien aus Asien eingeführt wurde.
Die meisten altüberlieferten Schlagtrommeln in Südafrika wurden von Frauen bei Zeremonien gespielt. Die moshupiane der Pedi ist eine der moropa ähnliche Reibtrommel mit einem kesselförmigen Holzkorpus, die von einer älteren Frau bei Initiationszeremonien der Mädchen gespielt wird. Das in den 1930er Jahren selten gewordene Instrument wird von den Frauen im Geheimen hergestellt und darf von den Mädchen auch beim Spieleinsatz nicht gesehen werden. Der Holzkorpus ist mit Ziegenhaut bezogen, die am Rand mit einer Wicklung von Hautstreifen befestigt ist. Bei einem noch selteneren Typus, den Percival Kirby erwähnt, ohne ihn gesehen zu haben, besteht der Korpus aus einer fassförmigen Konstruktion von Holzstäben, die bis auf die Membranoberseite vollständig mit Rindshaut überzogen ist. Die ältere Frau hält die moshupiane unter ihrem linken Arm und streicht mit einem getrockneten und für die Verwendung angefeuchteten Bündel Sorghumhirse gegen den Uhrzeigersinn über die Membran und erzeugt so ein unheimliches, schreiendes Geräusch. Damit werden die Mädchen, die ein bestimmtes Stadium der Initiation abgeschlossen haben, nachts auf dem Weg in ihre Siedlung (Kraal) begleitet. Die Mädchen sollen in dem Geräusch einen sie bewachenden Naturgeist in Gestalt einer Eule erkennen. Nachdem die Gruppe den Wohnort erreicht hat, wird die Trommel verbrannt. Als Reibtrommel steht die moshupiane der ingungu am nächsten.
Die laut Henry Balfour (1907) älteste Funktionsbeschreibung einer Reibtrommel in Afrika stammt von Emil Holub, der in den 1870er Jahren im südlichen Afrika reiste. Er fand im Barotseland im heutigen Sambia die Trommel morupa:

„Das Trommelfell ist durchbohrt und ein Stäbchen durch die Oeffnung gesteckt, durch welches oben ein Querstäbchen läuft. Man entlockt dieser Trommel einen dem Knarren neuer Stiefel nicht unähnlichen Ton und wird derselbe dadurch erzeugt, daß man das Stäbchen im Innern der 1 ½ Fuß langen röhrenförmigen Trommel mit der, mit einem befeuchteten Baobab-Baststücke umwickelten Hand schnell reibt. Die Trommel findet nur dann Verwendung, wenn die Insassen eines Dorfes des siegreich von einer Löwen- oder Leopardenjagd Heimkehrenden entgegengehen, um sie mit Gesang und Tanz zu empfangen.“

In einem anderen Werk beschreibt er die morupa als 50 Zentimeter lange Röhre mit 20 Zentimeter Durchmesser, die sich an einem Ende etwas verjüngt. Eine ähnliche, „sehr laute“ Reibtrommel fand Joachim John Monteiro (1875) in Angola. Nach seiner Beschreibung war die Holzröhre einseitig mit Haut bespannt. Ein durch ein Loch in der Mitte gesteckter Stab wurde mittels eines Knotens am Durchfallen gehindert. Der Spieler strich mit einer nassen Hand von der offenen Unterseite in der Röhre am Stab entlang.
Eine von den Subia (Subiya, Eigenbezeichnung Ikwahani), einer bantusprachigen Gruppe in Namibia bekannte Reibtrommel besteht aus einem an der Unterseite offenen Gefäß mit einem Durchmesser von etwa 50 Zentimetern. Der Spieler greift mit einer Hand in die Öffnung der am Boden liegenden Trommel und reibt die Membran mit einem an seiner Hand festgebundenen nassen Faserbündel bei rituellen Anlässen.

## Bauform und Spielweise

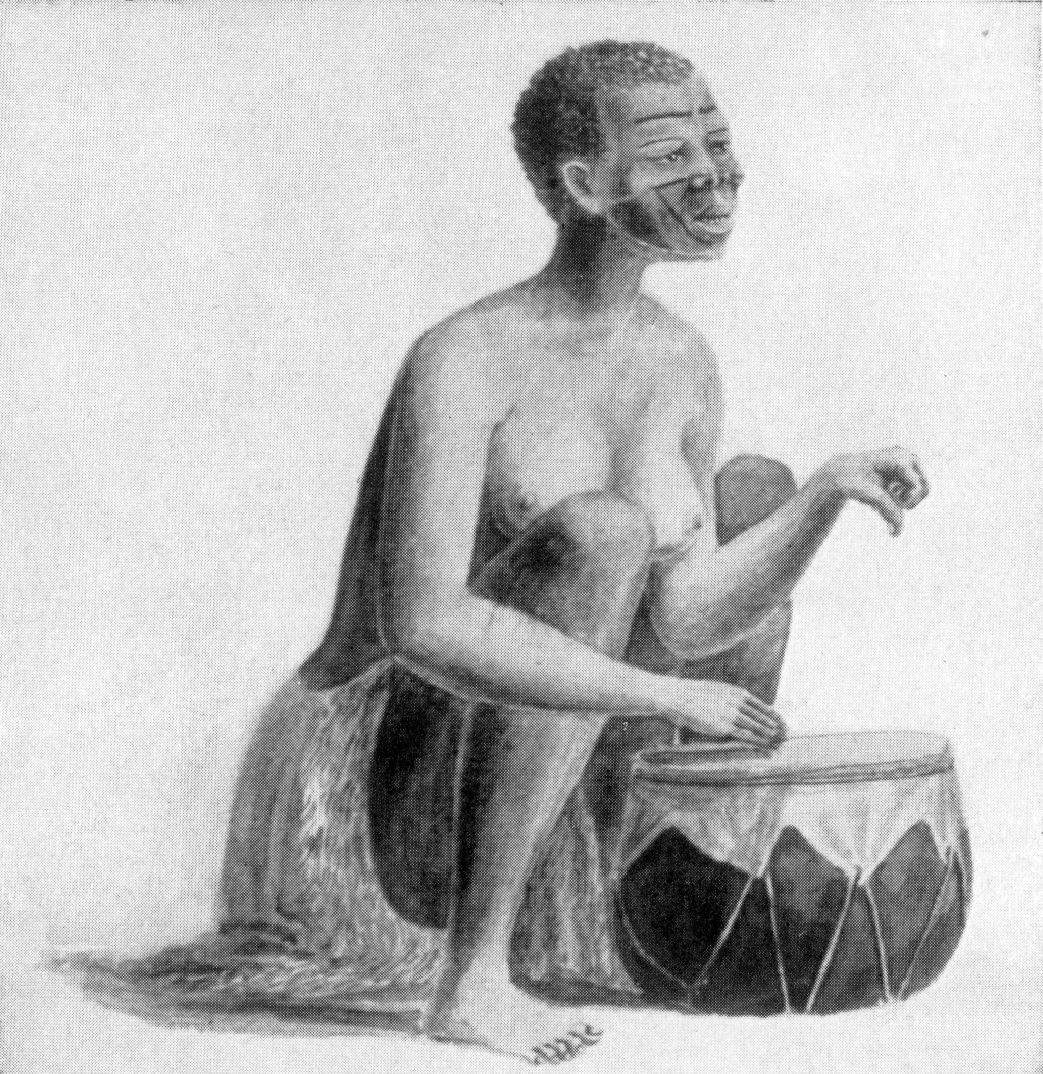
Eine Khoikhoi-Frau schlägt die Kesseltrommel /khais, welche der ingungu ähnelt. Schwarzweißreproduktion eines Aquarells von Charles Davidson Bell, 1834.

Die Reibtrommel ingungu wird als bis heute existierende Tradition der Zulu erwähnt. Percival Kirby fand in den 1930er Jahren die ingungu nur selten, weil die zu ihr gehörenden Zeremonien kaum noch durchgeführt wurden. In Reiseberichten aus dem 19. Jahrhundert kommt die ingungu nicht vor, sie wird lediglich in einigen Wörterbüchern beschrieben, wobei über ihre Form keine Einigkeit besteht. Der deutsche Missionar Jacob Ludwig Döhne (1857) erwähnt unter dem Eintrag in-gungu eine Art Trommel aus einem großen Korb, der mit einer dünnen Haut überzogen ist, wie eine Trommel geschlagen wird und dabei ein Geräusch wie „ngu! ngu!“ produziert. Ukwenza ingungu bedeutet demnach, „ein Geräusch wie ngu machen“, „trommeln“. Entsprechend wird das Wort ingungu lautmalerisch auf das Schnauben eines Gnus zurückgeführt.
William Jafferd Davis (1872) erklärt die in-Gungu als eine Art Trommel, bei der eine Tierhaut vollständig über einen Hohlkörper, etwa eine Kalebasse, gezogen ist und „die wie eine Trommel gespielt wird; also ist es eine Trommel.“ Ebenso als Schlagtrommel beschreibt der Missionar Alfred Thomas Bryant (1905) die i-Ngungu als Biergefäß (imbiza) oder großen Tontopf, bei dem eine Membran über die Öffnung gezogen ist und die mit der Hand geschlagen zur Liedbegleitung verwendet wird. Er fügt hinzu, dass die ingungu „früher“ bei der ersten Menstruation eines Mädchens geschlagen wurde und erwähnt das Zulu-Sprichwort: ingungu yaleo ntombi kayakali, „die Menstruations-Trommel dieses Mädchens spielt nicht gut“, was bedeuten soll: Das Mädchen hat sich schon mit etlichen jungen Männern eingelassen. Seit dem Zulukrieg (von 1879) sei die Trommel jedoch weitgehend verschwunden und bei jungen Mädchen kaum noch bekannt.
Bei der ingungu wird eine von den Haaren befreite und gereinigte Ziegenhaut ungefähr kreisförmig zugeschnitten und über die Öffnung eines Bier-Tontopfs (imbiza) oder ersatzweise eines eisernen Kochtopfs oder eines Gefäßes aus einem anderen Material gespannt. Ein ungefährer Durchmesser des Tontopfs ist 30 Zentimeter. Das in den 1930er Jahren in die Sammlung von Percival Kirby gelangte Instrument besteht aus einem schwarzen, annähernd kreisrunden Tongefäß, dessen Öffnung etwa die Hälfte des Gefäßdurchmessers misst. Die in nassem Zustand aufgezogene Membran wird mit V-förmigen Hautstreifen gegen einen kreisrund ausgeschnittenen Hautring oder ein rundes Hautstück an der Unterseite verspannt. Hierfür werden die nassen, in der Hand eingerollten Spannstreifen abwechselnd durch Schnitte am Rand der Membran und um den unteren Hautring oder durch Schnitte am Rand des unteren Hautstücks gezogen, bis die gesamte Trommel gleichmäßig verspannt ist. Beim Trocknen strafft sich die Membran und die Hautstreifen liegen glatt am Korpus an.
Der Reibestab ist ein 45 bis 60 Zentimeter langer und ein bis zwei Zentimeter dicker Zweig oder Schilfrohrabschnitt, der an den Knoten sorgfältig geglättet wird. Die Spielerin hockt vor der mit der Membran in der Waagrechten auf den Boden gestellten Trommel und hält den Stab mit beiden Händen senkrecht auf der Mitte der Membran. Mit den nassen Fingern beider Hände streicht sie wie beim Melken einer Kuh abwechselnd am Stab entlang nach unten. Der Stab gerät in kräftige Schwingungen, die er auf die Membran überträgt. Dadurch entsteht ein röhrender Brummton von beträchtlicher Lautstärke. Alfred Thomas Bryant (1905) zufolge bedeutet das im Namen der Trommel enthaltene ngu „ein dumpfes dröhnendes Geräusch hervorbringen, wie eine Trommel“.
Entweder der Spieler feuchtet regelmäßig zwischendurch seine Hände in einem danebenstehenden Wassergefäß an oder ein Assistent gießt ab und zu Wasser über den Stab. Weil die Membran dadurch nass wird, muss sie nach dem Spiel in der Sonne getrocknet werden.

## Rituelle Verwendung
Den spärlichen Angaben in Wörterbüchern vom Ende des 19. Jahrhunderts zufolge wurde die ingungu von Mädchen in der Zeit ihrer ersten Menstruation gespielt. Percival Kirby (1934) beschreibt eine omula genannte Zeremonie (entspricht ukuthomba), die bereits Bryant (1905) erwähnt, bei der ein Mädchen durch ihren Vater in den Status der Heiratskandidatin initiiert wurde. Hierfür wurde eine Ziege geschlachtet und das Mädchen mit dem Inhalt der Gallenblase bespritzt. Die mit Luft gefüllte Gallenblase trug das Mädchen anschließend auf dem Kopf. Am nächsten Tag wurde noch ein Tier geschlachtet und dessen Haut zur Herstellung einer ingungu verwendet. Nach dem Ende der Zeremonie nahm man die Haut vom Tontopf ab und bewahrte beide separat auf, ohne sie zu zerstören. Das Ziegenopfer an die Ahnen ist nach einer Studie von 1985 in Vergessenheit geraten.
Die Pubertätsriten der Zulu werden bis heute nach Geschlechtern getrennt und mit unterschiedlichen musikalischen Formen durchgeführt. Zwei Zeremonien folgen im Abstand von einigen Jahren. Die inungu wird bei der ersten Pubertätszeremonie ukuthomba (veraltet udewa) von Mädchen verwendet. Ihr Spiel symbolisiert die Fruchtbarkeit des Mädchens. Zur ukuthomba-Zeremonie beim Beginn der ersten Menstruation gehören nachts im privaten Rahmen von mehreren Mädchen gesungene Lieder, die von der inungu begleitet werden.
Innerhalb der Pubertätslieder der Mädchen gibt es die beiden Kategorien ingcekeza und ukubhina. Die ingcekeza-Lieder werden an zwei Tagen bei öffentlichen Feiern auf dem Höhepunkt der Zeremonien gesungen. Die inungu wird bei der zweiten Liedkategorie ukubhina eingesetzt. Diese Lieder sind durch eine obszöne Sprache mit sexuellen Anspielungen gekennzeichnet und werden von den Mädchen nachts in einem abgeschiedenen Bereich während der Initiation gesungen. Die pubertierenden Mädchen versammeln sich laut David Rycroft (1975) hierfür mit etwas älteren Mädchen, die bereits sexuelle Erfahrungen gesammelt haben, in einer Hütte, in die keine Jungen eintreten dürfen.
Die Aussagen der Informanten gehen Rosemary Joseph (1983) zufolge auseinander, ob die Mädchen dadurch eine Art Sexualkundeunterricht und Heiratsvorbereitung erhalten sollen oder ob es sich schlicht um eine Gewohnheit handelt. Die ukubhina-Lieder begleiten die Mädchen mit Händeklatschen (ukunqukuza) und der ingungu, die gelegentlich durch die zweifellige Rahmentrommel isigubhu ersetzt wird. Geklatscht wird mit gewölbten Handflächen, wodurch ein dumpfer Schlag entsteht. Die Verwendung der ingungu ist für die Zeremonie von großer symbolischer Bedeutung, das Reiben mit den Händen am Stab wird mit dem Geschlechtsverkehr assoziiert und der Tontopf mit dem Leib der Frau. Die früher für einen hölzernen Korpus verwendete Baumart Schefflera umbellifera (isiZulu umsenge) wurde überdies mit Regen und Fruchtbarkeit assoziiert. Die ukubhina-Lieder gehören laut Rosemary Joseph (1983) zu den wenigen Genres von Chorgesang in der Region, die ganz oder überwiegend ohne Tänze aufgeführt werden. Dagegen beobachtete M. Janice Forbes (1985) bei der ukuthomba-Zeremonie tanzende Mädchen, die sich mit gleichartigen schleppenden Schritten zum Rhythmus des Gesangs und zu den Reibtrommeln bewegten. Sie hielten den Oberkörper gerade und bogen sich zwischendurch nach vorn. Mit den nach vor gestreckten Armen formten sie dabei symmetrisch eine große Acht in der Luft.
Wesentlicher ist die zweite, öffentliche Zeremonie der Mädchen, umemulo oder ukwemula, die mehrere Jahre nach dem Beginn der Pubertät stattfindet. Sie ist als Initiation deshalb von größerer Bedeutung, weil sie in das Stadium des heiratsfähigen Alters, also in die Volljährigkeit überleitet. Der Vater anerkennt durch die Zeremonie formell die Heiratsfähigkeit seiner Tochter und erteilt die Heiratserlaubnis. Nach Eileen Jensen Krige (1936) musste sich das Mädchen während der Initiation bis zu drei Monate in einem abgeteilten Bereich in der Hütte ihrer Mutter aufhalten. Heute wird erwartet, dass sich das Mädchen mindestens eine Woche in einem Haus aufhält, wo sie weder ihre Mutter noch ihr Vater sehen sollen.
Bei der umemulo-Zeremonie führen die Mädchen in den Nächten während der einwöchigen Seklusion Lieder und Tänze auf. Um 4 Uhr morgens gehen sie zum Fluss, um sich zu waschen. Anschließend dürfen sie von ihren Verwandten und anderen Leuten gesehen werden. Es folgen Tänze und Festlichkeiten, die in großem Rahmen im Freien ohne Trommelbegleitung aufgeführt werden. Die im Mittelpunkt der Zeremonie stehenden Mädchen zeigen mit einem Speer (umkhonto) auf einzelne Gäste und diese heften ihnen Geldscheine an den Oberkörper und auf die Haare. Von den Verwandten erhalten sie ebenfalls Geld, womit ihnen der Segen der Gemeinschaft für das zukünftige Leben übermittelt wird.